# Al calor del amor en un bar (álbum)
Al calor del amor en un bar es el tercer álbum de estudio de la banda de pop rock española Gabinete Caligari, publicado en 1986.

## Historia
Último disco del grupo para una compañía independiente (DRO/Tres Cipreses), un disco de gran calidad aunque un poco incomprendido en su momento ya que supuso una vuelta al rock torero de Que Dios reparta suerte (1983) aunque desprendidos ya del toque siniestro de sus primeros trabajos.
El sencillo que da nombre al álbum, Al calor del amor en un bar, se convirtió en uno de los mayores éxitos de la banda, llegando al número 1 de las listas españolas en abril de 1986. Es además considerado uno de los temas más relevantes del pop rock español. Se extrajeron además otros dos sencillos: El juego y el juguete y Malditos refranes.
Lanzado en pleno apogeo de la movida madrileña el diseño de la cubierta y los logotipos corrieron a cargo del pintor José Alfonso Morera El Hortelano y las fotografías de contraportada fueron tomadas por Alberto García-Alix.

## Lista de canciones
| N.º | Título                                                         | Duración |  |
| 1.  | «Al calor del amor en un bar» (J.Urrutia/E.Calvo/F.Presas)     | 2:52     |  |
| 2.  | «A Dormir» (E.Calvo/F.Presas/J.Urrutia/J.Andreu)               | 3:18     |  |
| 3.  | «El Juego Y El Juguete» (J.Urrutia/E.Calvo/F.Presas)           | 2:40     |  |
| 4.  | «Rey O Vasallo» (J.Urrutia/E.Calvo/F.Presas)                   | 4:34     |  |
| 5.  | «El Último Tranvía» (J.Urrutia/E.Calvo/F.Presas)               | 3:08     |  |
| 6.  | «Malditos Refranes» (J.Urrutia/E.Calvo/F.Presas)               | 3:17     |  |
| 7.  | «Las Dos Caras Del Mar» (A.Urrutia/J.Urrutia/E.Calvo/F.Presas) | 3:13     |  |
| 8.  | «Canción Del Pollino» (J.Urrutia/E.Calvo/F.Presas)             | 3:03     |  |
| 9.  | «Por La Paz» (J.Urrutia/E.Calvo/F.Presas)                      | 4:05     |  |
| 10. | «Esta Canción No Existe» (J.Urrutia/E.Calvo/F.Presas)          | 2:41     |  |